# Tobias van de Locht
Tobias van de Locht (* 15. März 1975 in Duisburg) ist ein deutscher Dirigent und Komponist.

## Werdegang
Tobias van de Locht absolvierte ein Klavier- und Dirigierstudium in Düsseldorf, besuchte Meisterkurse für Chorleitung (Eric Ericson, Stockholm), Orgel (Daniel Roth, Paris) und Filmmusik (John Frizzell, Los Angeles) und graduierte als Master of Business Administration an der European Management Academy in Paris. Nach seinen Studien hatte er erste Engagements beim Gürzenich-Orchester Köln und den Dortmunder Symphonikern. Von 2004 bis 2008 war er Chefdirigent des Metropol-Orchesters, von 2008 bis 2012 Musikdirektor  des Kaarster Kammerorchesters und von 2012 bis 2015 Chefdirigent der Sinfonia Königswinter. Seit 2008 ist er Chefdirigent der Sinfonia Düsseldorf, seit 2016 auch Chefdirigent des Sinfonieorchesters Witten und des Malcolm Arnold Festival Orchestra Weimar. Zu den Orchestern, mit denen er als Gastdirigent arbeitete, gehören die Philharmonia Aachen, das Braunschweiger Kammerorchester, die Duisburger Philharmoniker, die Ötztaler Sinfoniker (Österreich), die Rhein-Ruhr-Philharmonie, das Sinfonieorchester Ruhr, das Segeberger Sinfonieorchester sowie die Sinfonietta Wuppertal. Eine besondere Verbindung besteht auch seit 2013 zum Blechbläserensemble NRW Brass, das er seit 2012 mehrfach dirigierte. Er trat in Sälen wie der Essener Philharmonie und der Kölner Philharmonie und bei Festivals auf wie dem Schleswig-Holstein-Musikfestival und dem Klavierfestival Ruhr.
Als Komponist schuf Tobias van de Locht bislang u. a. drei Sinfonien, Solokonzerte für Klarinette, Tuba und Violoncello sowie weitere Orchesterwerke, Chor- und Kammermusik, daneben Musik für Kino (Kräkow), Fernsehen (u. a. die im NDR gezeigte Dokumentation Das Geheimnis der Schauspielkunst) und Theater (Hamlet wurde mit seiner Schauspielmusik sechsmal inszeniert), Musik für Kinder (Der kleine Hobbit, Elfen, Zwölfen, Drei Haselnüsse für Aschenbrödel) sowie Orchestrierungen und Bearbeitungen, die bei Schott Mainz und den Edizioni Suvini Zerboni verlegt sind. Tobias van de Lochts Musik wurde u. a. in Auftrag gegeben von der Europäischen Filmphilharmonie und von bedeutenden Ensembles aufgeführt wie dem Deutschen Filmorchester Babelsberg, dem Bach-Chor, dem Duo Schwab-Ahlert, den Philharmonikern Hamburg und dem Wandsbeker Sinfonieorchester.
Er arbeitet neben professionellen Ensembles wie z. B. dem Ensemble Vivazza auch mit Jugend- und Amateurorchestern, sitzt im Vorstand des Bundes der Deutschen Liebhaberorchester (BDLO), im Landesmusikrat NRW und in der Jury des Deutschen Orchesterwettbewerbs. Seit 2014 ist er Dozent an der Landesmusikakademie NRW Heek, an der er das jährliche Seminar für Bläserensembles leitet. Außerdem wirkte er als Co-Produzent an den DVD-Editionen britischer TV-Serien u. a. für das Münchner Label Koch Media (Department S) mit, war Gastdozent an der  Filmhochschule Kassel und leitete mit zwei Filmdozenten eine Regieklasse in Düsseldorf, die er in Filmmusik und Filmanalyse unterrichtete.
Besondere Förderung wurde ihm zuteil durch den englischen Komponisten Sir Malcolm Arnold, dessen Assistent und Freund er war. Tobias van de Locht ist der erste Dirigent, der alle neun Sinfonien Arnolds als Zyklus aufführte. So dirigierte er z. B. am Königstag 2014 die niederländische Premiere der Sinfonie Nr. 8 in Dordrecht bei Rotterdam. Neben Malcolm Arnold setzt sich Tobias van de Locht als Dirigent, Herausgeber und Bearbeiter auch für das Werk von Howard Blake (The Snowman) und Bernard Herrmann (Taxi Driver) ein.
Van de Lochts Kompositionsstil verzichtet trotz gelegentlicher Atonalität nicht auf einprägsame Melodien und legt Wert auf handwerkliches und kontrapunktisches Geschick sowie gekonnte und wirkungsvolle Instrumentierung. Er arbeitet sehr gerne mit der Besetzung Erzähler und Orchester und nennt dies, wenn deutsche Synchronschauspieler wie Eckart Dux (Psycho), Horst Sachtleben (Columbo) oder Hans-Georg Panczak (Luke Skywalker) mit ihm vor dem Orchester stehen und ihre Originaltexte live zur entsprechenden Filmmusik in neuem Gewand rezitieren, "Synchron-Musik-Theater". Besonders häufig arbeitete er mit dem 2013 verstorbenen Schauspieler und Regisseur Jörg Pleva zusammen, für dessen Filme und Theaterinszenierungen er seit 2005 auch die Musik schrieb (Das Geheimnis der Schauspielkunst, Es grüßt sie der Phönix).

## Werke (Auswahl)
- Sinfonie Nr. 1 op. 48
- Sinfonie Nr. 2 op. 56
- Sinfonie Nr. 3 op. 63
- Sinfonie Nr. 4 op. 73
- Synchron-Musik-Theater I-V
- Konzert für Klarinette und Orchester Nr. 1 op. 6 und Nr. 2 op. 45
- Kulisse op. 52 für Sprecher und Bläser
- Vier Lieder op. 60 für Sopran und Bläserensembles
- Konzert für Harfe und Orchester op. 65
- Konzert für Tuba und Orchester op. 67
- Sonate für Harfe op. 46
- Il compagno Don Camillo (Alessandro Cicognini)
- Das Augenlied op. 16 Nr. 7